# Équipe cycliste Faema
L'équipe cycliste Faema est une équipe cycliste sur route, qui a existé entre 1955 et 1962. D'origine italienne, elle court également sous licence belge puis espagnole. L'ancien coureur Learco Guerra est le premier chef de l'équipe. Guillaume Driessens le rejoint en 1956. C'est sous leur direction que le Belge Rik Van Looy remporte ses principaux succès. En six ans, il remporte les cinq classiques monuments, deux fois Gand-Wevelgem, deux fois Paris-Bruxelles, Paris-Tours (1959) et deux fois le championnat du monde sur route. Durant son existence, l'équipe domine le peloton international et remporte notamment le Tour d'Italie 1956 avec Charly Gaul et le Tour d'Espagne 1962 avec Antonio Gómez del Moral. 
Elle ne doit pas être confondue avec l'équipe d'Eddy Merckx, également appelée Faema et qui a existé à la fin des années 1960.

## Histoire de l'équipe
La formation est l'héritière directe de l'équipe italienne Guerra, dirigée par Learco Guerra. 
Le sponsor principal est l'entreprise de machines à café Faema basée à Binasco, à qui est empruntée la couleur du maillot rouge et blanc. Deux ans après sa création, elle court sous licence belge. À la fin de la saison 1961, une partie de la structure fusionne avec l'équipe Wiel's-Flandria pour devenir Flandria-Faema. Le reste de l'équipe continue de courir avec le nom de Faema, mais cette fois sous licence espagnole. L'équipe existe sous cette forme une seule saison et en 1963 elle fusionne définitivement avec Flandria. 
En 1963, Faema disparaît en tant que sponsor dans le peloton, mais il revient six années plus tard avec beaucoup de succès, notamment par le biais d'Eddy Merckx (de 1968 à 1970).
En 1978 et 1979, Faema est co-sponsor de l'équipe Bianchi de Giancarlo Ferretti. En 1978, Johan De Muynck qui est membre de l'équipe remporte le Tour d'Italie.

## Principales victoires

### Compétitions internationales
Contrairement aux autres courses, les championnats du monde de cyclisme sont disputés par équipes nationales et non par équipes commerciales.
- Championnats du monde sur route : 2
  - 1960 et 1961 (Rik Van Looy)

### Classiques
- Paris-Bruxelles : Rik Van Looy (1956 et 1958) et Leon Van Daele (1957)
- Gand-Wevelgem : Rik Van Looy (1956 et 1957)
- Liège-Bastogne-Liège : Germain Derijcke (1957) et Rik Van Looy (1961)
- Milan-San Remo : Rik Van Looy (1958)
- Paris-Roubaix : Leon Van Daele (1958) et Rik Van Looy (1961)
- Tour du Levant : Hilaire Couvreur (1958), Fernando Manzaneque (1960), Salvador Botella (1961)
- Paris-Tours : Gilbert Desmet (1958) et Rik Van Looy (1959)
- Tour de Lombardie : Rik Van Looy (1959)
- Tour des Flandres : Rik Van Looy (1959)
- Flèche wallonne : Jos Hoevenaars (1959)
- Subida a Urkiola : Julio Jiménez (1962)

### Courses par étapes
- Tour de Suisse : Rolf Graf (1956)
- Tour de Catalogne : Salvador Botella (1959)
- Paris-Nice : Raymond Impanis (1960)
- Tour d'Allemagne : Friedhelm Fischerkeller (1961)
- Tour de l'Avenir : Antonio Gómez del Moral (1962)

## Résultats sur les grands tours
| - Tour de France - 0 participation - 0 victoire d'étape - 0 victoire finale - 0 classement annexe | - Tour d'Italie - 7 participations (1955, 1956, 1957, 1958, 1959, 1960, 1961) - 30 victoires d'étapes - 7 en 1956 : Charly Gaul (3) et Miquel Poblet (4) - 2 en 1957 : Charly Gaul (2) - 4 en 1958 : Salvador Botella, Federico Bahamontes, Silvano Ciampi et Charly Gaul - 4 en 1959 : Rik Van Looy (4) - 4 en 1960 : Rik Van Looy (3) et Salvador Botella - 8 en 1961 : Rik Van Looy (3), Willy Schroeders (2), Louis Proost, Antonio Suárez et Piet van Est - 1 victoire finale - Charly Gaul : 1956 - 4 classements annexes - Grand Prix de la montagne : Charly Gaul (1956) et Rik Van Looy (1960) - Classement par équipes : 1961 et 1962 | - Tour d'Espagne - 4 participations (1959, 1960, 1961, 1962) - 14 victoires d'étapes - 5 en 1959 : Rik Van Looy (4) et Gabriel Mas - 4 en 1960 : Salvador Botella, Jesús Galdeano, Federico Bahamontes et Antonio Suárez - 4 en 1961 : Jesús Galdeano, Angelino Soler, Antonio Suárez et Francisco Moreno - 1 en 1962 : Antonio Gómez del Moral - 1 victoire finale - Angelino Soler : 1961 - 4 classements annexes - Classement par points : Rik Van Looy (1959) et Antonio Suárez (1961) - Classement par équipes : 1959 et 1961 |